# Andreas von Hauch
Andreas von Hauch (* 27. März 1708 in Ingermanland; † 19. Mai 1782 in Kopenhagen) war ein dänischer General der Infanterie und Oberkriegssekretär.

## Herkunft und Familie
Von Hauchs Vater war Christopher Hauch, ein Marinekapitän in russischen Diensten (1678–1718), seine Mutter war eine Russin, deren Name nicht überliefert ist.
Am 10. Juni 1750 heiratete er in Glückstadt Sophia Sturup (1731–1760), Tochter des Oberstleutnants und späteren Generals Georg Christopher Sturup (1678–1762) und dessen Gattin Margrethe Friis, geb. Dverig (1697–1746–). Der Ehe entsprangen acht Kinder:
- Georg Christopher von Hauch (1751–1823), Oberst und Kammerherr[1]
- Christian von Hauch (1752–1782), Kapitänleutnant und Kammerjunker[2]
- Frederikke Juliane von Hauch (* / † 1753)[3]
- Frederik von Hauch (1754–1839), Geheimkonferenzrat und Stiftamtmann[4]
- Adam Wilhelm von Hauch (1755–1838), Oberhofmarschall und Kammerherr[5]
- Wilhelm Andreas von Hauch (1756–1764)[3]
- Margrethe Sophie von Hauch (1757–1829) ⚭ Adam Ludvig von Moltke (1743–1810), Generalmajor; ⚭ Friederich Moltke, Geheimer Staatsminister[6]
- Johan Christian von Hauch (1760–1819), Amtmann und Kammerherr[7]

Am 24. April 1761 heiratete er auf Kongsdal Anna Cathrine von der Maase (1722–1786), Tochter des Offiziers Frederik von der Maase (1696–1728) und dessen Gattin Conradine Sophie, geb. Rostgaard zu Krogerup (1704–58). Die Ehe blieb kinderlos.

## Leben
Nach dem Tode seines Vaters kam Andreas Hauch zu seinem Onkel Bertel, dem späteren Kriegs- und Justizrat, der zu dieser Zeit noch Amtsverwalter in Ålborg war. Aus Ålborg kam er 1724 an die Universität Kopenhagen, schlug aber bereits ein Jahr später die für seine Familie traditionelle Militärkarriere ein und wurde Kadett sowie Unteroffizier in der Königlichen Leibgarde. 1727 wurde Hauch Sekondeleutnant, 1730 Premierleutnant, 1731 Hauptmann und nahm 1735 an der Kreuzfahrt auf dem Kriegsschiff Prinsesse Charlotte Amalie teil. Wie so viele dänische Offizier suchte er praktische Ausbildung und Kriegserfahrung im Ausland. Nachdem er seine 1731 erworbene Kompanie verkauft hatte, diente er von 1731 bis 1738 in der kaiserlichen Armee und nahm am Feldzug gegen die Türken in Ungarn statt. Am 17. Mai 1739 verkaufte er sein Regiment an seinen Vetter Frederik Hauch und nahm seinen Abschied mit dem Charakter eines Majors, anschließend wurde er Premiermajor im Schleswig-Holsteinischen Infanterie-Regiment. 1741 bis 1742 diente er als Freiwilliger im schwedischen Heer im Kampf gegen die Russen in Finnland. Dort bekam er vom dänischen Gesandten in Schweden, Generalmajor Gustav Grüner, den Auftrag, schwedische Offizier dahingehend zu beeinflussen, dass sie Christian VI. oder Kronprinz Friedrich V. als Thronfolger für den schwedischen Thron unterstützten. Am 17. April 1743 erhielt er den Charakter eines Oberstleutnants, am 3. November 1744 wurde er zum Sekondoberstleutnant ernannt. 1745 bis 1746 diente er wieder beim kaiserlichen Heer, diesmal in Brabant während des Spanischen Erbfolgekrieges als Adjutant des Fürsten von Waldeck. Am 14. September 1746 wurde er zum Generaladjutant  des neuen Königs Friedrich ernannt und am 18. April 1747 wurde er zum Premier-Oberstleutnant im geworbenen Falsterschen Infanterieregiment ernannt.
Wie auch sein Offizierskamerad Peter Elias von Gähler, war auch Hauch durch die Heeresreformen, wie sie in Frankreich und Preußen diskutiert worden, beeinflusst und hatte Fürsprecher in der militärischen Führung Dänemark-Norwegens. Nach dem Tode König Christians war allerdings der reformeifrige Oberkriegssekretär Michael Numsen verabschiedet worden und trotz König Friedrichs starkem Interesse am Militärwesen, verhinderten einige Mitglieder des Gehejmekonseils die Reformen – dies änderte sich erst etwa 1760, als es sich anbahnte, dass der gottorfische Herzog Karl Peter Ulrich Kaiser von Russland würde.
Am 31. März 1750 erhielt Hauch den Charakter eines Obersten und wurde mit dem Adelsprädikat „von“ in den dänischen Adelsstand aufgenommen. Am 20. April 1752 wurde er zum ersten Generaladjutanten des Königs ernannt. Am 19. Juni 1755 erhielt er den Charakter eines Generalmajors. 1756 bis 1764 war von Hauch Chef des Regimentes des Kronprinzen. Am 18. April 1761 war er Kommandant in Kopenhagen. 1762 fungierte er als ältester Generaladjutant des Generalfeldmarschalls Saint-Germain bei der Aufstellung des Heeres in Mecklenburg. Vom 28. Oktober 1763 bis zum 12. Januar 1765 diente er als Oberkriegssekretär und Deputierter im Generalkriegsdirektorat. Am 16. Januar 1765 wurde von Hauch zum Generalleutnant und Kommandant auf Kronborg ernannt. Vom 5. März bis zum 11. September 1766 war er erster Deputierter im Generalkriegsdirektorat. Diesen Posten hatte er abermals vom 10. Dezember 1767 bis zum 18. September 1770 und vom 20. März 1773 bis zum 30. Mai 1781 inne. 1773 war er Mitglied der großen Heereskommission. Am 21. Mai 1774 wurde von Hauch zum General der Infanterie ernannt und nahm am 7. Februar 1781 seinen Abschied.

## Auszeichnungen
- 1761: Weißer Ritter[8]
- 29. Januar 1767: Ordre de l’union parfaite[3]

## Endnoten
1. ↑  finnholbek.dk: Georg Christopher von Hauch, abgerufen am 9. Dezember 2019.
2. ↑  finnholbek.dk: Christian von Hauch, abgerufen am 9. Dezember 2019.
3. 1 2 3 4 5 6 7 8  Andreas von Hauch, abgerufen am 9. Dezember 2019.
4. ↑  finnholbek.dk: Frederik von Hauch, abgerufen am 9. Dezember 2019.
5. ↑  finnholbek.dk: Adam Wilhelm von Hauch, abgerufen am 9. Dezember 2019.
6. ↑  finnholbek.dk: Margrethe Sophie von Hauch, abgerufen am 9. Dezember 2019.
7. ↑  finnholbek.dk: Johan Christian von Hauch, abgerufen am 9. Dezember 2019.
8. 1 2 3 4 5  Claus Bech: Andreas Hauch. In: Svend Cedergreen Bech, Svend Dahl (Hrsg.): Dansk biografisk leksikon. Begründet von Carl Frederik Bricka, fortgesetzt von Povl Engelstoft. 3. Auflage. Band 6: Harald–Høedt. Gyldendal, Kopenhagen 1980, ISBN 87-01-77412-3 (dänisch, biografiskleksikon.lex.dk).

| Personendaten    | Personendaten                                           |
| ---------------- | ------------------------------------------------------- |
| NAME             | Hauch, Andreas von                                      |
| KURZBESCHREIBUNG | dänischer General der Infanterie und Oberkriegssekretär |
| GEBURTSDATUM     | 27. März 1708                                           |
| GEBURTSORT       | Ingermanland                                            |
| STERBEDATUM      | 19. Mai 1782                                            |
| STERBEORT        | Kopenhagen                                              |